# Onisciência
Onisciência (português brasileiro) ou omnisciência (português europeu) é deter todo o saber, saber tudo que seja cognoscível e incognoscível, incluindo possibilidades, pensamentos, sentimentos, vida, passado, presente, futuro, e todo universo, etc. Em relação ao espaço-tempo há a noção de passado, presente e futuro, e o ser onisciente é capaz de saber tudo o que passou, desde a origem do universo até o que se passará, nos confins do mesmo.
A onisciência é um conceito vastamente aplicado nas artes, como na literatura e em produções cinematográficas. A saber: na narração, o narrador onisciente (3ª pessoa) - conhece tudo a respeito das personagens, suas ações e sentimentos, mas não faz parte da história.
Na maioria das religiões monoteístas esta habilidade extraordinária e não experimentável é tipicamente atribuída a um único Deus supremo, onde o conceito da onisciência se mantêm tradicionalmente como uma verdade absoluta.

## História

### Antiguidade oriental
Desde as religiões antigas entre diversos povos, houve exaltação de uma sabedoria total e maior entre divindades em relação aos mortais. Exemplos iniciais mais conhecidos são encontrados nos egípcios e mesopotâmicos; sabe-se que povos do Oriente Próximo antecederam e influenciaram posteriormente os gregos. As divindades detinham uma sabedoria ativa, com funções de criação, providência para a população e decretar ordens, e essas primeiras noções incluíram um tipo de onisciência visual, geralmente atribuída a deuses que estariam acima no céu, como o papel do Sol em observar todo o seu alcance. Outra característica foi também a de presença ouvinte - a oniaudiência possibilitando ao deus conhecer e atender todas as requisições. A onisciência é vista em hinos aos deuses do Egito Antigo, por exemplo ao deus Ámon no período da dinastia raméssida (século XII a.C.):

"Aquele que proclama o futuro em milhões de anos, a eternidade está diante de seu semblante, como o ontem quando passou"

"Ele olha para os seres humanos, e não há quem não o conheça; Ele ouve milhões entre eles. Tu és quem ouve com teus ouvidos, olhas para os milhões nas terras. Com muitos olhos e orelhas grandes, Ele lidera milhões com sua iluminação. O senhor da vida, que dá como deseja, o globo está sob seus cuidados."

Na Antiga Mesopotâmia:
“Senhor de me-s (ordenações/decretos) hábeis, aquele que estabelece entendimento, cuja mente é incompreensível, sabendo tudo! Enki de vasto conhecimento, líder dos deuses Anunna. O sábio, aquele que lança encantamentos, que dá palavras, que olha para as decisões. Que encontra conselhos, desde o anoitecer até o amanhecer quem fornece instruções. Enki, o senhor de ordens justas, eu vos louvo."
–Hino a Enki pelo rei Ur-Ninurta (Ur-Ninurta B) (c. 1850 a.C.)
"Aššur, magnífico senhor, que tudo sabe, honrado, superando o mais alto posto dos deuses, quem determina os destinos;"
–Hino do rei Assurbanípal dedicado a Ashur (c. 650 a.C.).

### Grécia Antiga
Xenófanes (século V a.C.) é considerado como um dos primeiros entre os gregos que afirmou traços de onisciência a uma entidade completa:
"Um Deus é o maior entre deuses e homens, não sendo em absoluto como mortais em corpo ou em pensamento. Ele vê por completo, pensa por completo, ouve por completo, mas completamente sem trabalho agita todas as coisas pelo pensamento de Sua mente. Sempre Ele permanece no mesmo lugar, não se movendo de qualquer modo, nem sendo dEle viajar para lugares diferentes em momentos diferentes."–fragmento 23-25
Heráclito também, em seus fragmentos chamando a divindade de "o Único Sábio", dentre outros nomes. Um exemplo considerado de onisciência é o fragmento 41: "Pois o Sábio (to Sophon) que é um conhece o plano segundo o qual tudo está sendo dirigido através de tudo."
Anaxágoras expressa na sua doutrina do Nous (Mente):
"Nous é a melhor e mais pura de todas as coisas, possui todo o conhecimento (lógon) sobre tudo e tem o maior poder. E a Mente sabia tudo o que é misturado, separado e discernível. Nous controla todas as coisas que tem vida, tanto as maiores quanto as menores. Nous controlou a revolução do todo, de tal forma que revolveu no princípio."–fragmento 12
Sócrates reconhecia que uma divindade maior possuía conhecimento completo, o que é visto na narrativa de seu discípulo Xenofonte, afirmando em Memoráveis:
"Pois não penses que o teu olho pode viajar por muitos outros pontos e, no entanto, o olho de Deus não pode ver o mundo inteiro de uma só vez; que tua alma possa refletir sobre as coisas no Egito e na Sicília, e o pensamento de Deus não é suficiente para prestar atenção ao mundo inteiro ao mesmo tempo... Então saberás que essa é a grandeza e a natureza da divindade, que Ele vê todas as coisas e ouve todas as coisas da mesma forma, e está presente em todos os lugares e atento a todas as coisas."
Platão defendia que a sabedoria divina é a maior, que detém o conhecimento verdadeiro conforme a teoria das ideias, sugerindo a onisciência da Divindade/divindades em trechos de seu Apologia, Fedro, Fédon, O Banquete, A República, dentre outros. No diálogo Parmênides, o conhecimento perfeito (akribestaten epistemen) é afirmado como uma exclusividade de Deus: "E se algo compartilha do conhecimento absoluto, você diria que não há ninguém mais do que Deus para possuir esse conhecimento mais preciso? ... Então será possível Deus conhecer as coisas humanas, se ele tiver conhecimento absoluto?", ao que Sócrates responde: "Por que não?". Em Leis, o Ateniense dialoga: "vocês dois afirmam que os deuses sabem, ouvem e veem todas as coisas, e que nada do que é apreendido pelos sentidos ou pelas ciências pode escapar à sua atenção; e que são sumamente sábios (sophotaton)". No Timeu: "mas os princípios ainda mais altos do que esses são conhecidos apenas por Deus e pelo homem que é caro a Deus."
Aristóteles, na Metafísica 12:9, elabora seu conceito do pensamento de Deus como Motor Imóvel que conhece a si por completo, estando em contemplação de si próprio:
"A natureza do pensamento divino envolve certos problemas; pois, embora o pensamento seja considerado a coisa mais divina observada por nós, a questão de como ele deve estar situado para ter esse caráter envolve dificuldades.... Evidentemente, então, Ele pensa naquilo que é mais divino e precioso, e não muda; pois mudança seria mudar para pior, e isso já seria um movimento.... Portanto, deve ser de si mesmo que o pensamento divino pensa, já que é a mais excelente das coisas, e seu pensamento é um pensamento sobre o pensamento."
Isso gerou toda uma discussão na teologia posterior, alguns intérpretes considerando que essa afirmação não permitiria que Deus tivesse conhecimento do mundo e de todas as coisas contingentes que ocorrem, já que não pode se mover para olhar e saber as coisas. Outros argumentaram que a onisciência divina pode conhecer o mundo, com base na Metafísica 1:2: "devemos perguntar de que tipo são as causas e os princípios, cujo conhecimento é Sabedoria... conhecer todas as coisas deve pertencer a quem tem conhecimento universal no mais alto grau... Pensa-se que Deus esteja entre as causas de todas as coisas e seja um primeiro princípio, e que tal ciência somente Deus possa ter, ou Deus acima de todos os outros.", ou que a passagem da Metafísica 12:4 afirmaria identidade entre a causa motora e forma, permitindo que o Princípio conheça a todas as coisas existentes pois suas formas coincidem com Ele; mas o pensamento aristotélico parece negar que o primeiro princípio, como causa remota, coincida com a forma de seus efeitos.

### Hinduísmo
Nos Vedas, não aparece ainda, mas a noção é recorrente em seus louvores catenoteístas: Agni é chamado de Jatávedas, que significa "aquele que conhece todos os seres criados"; Varuna é suplicado como "de acordo com sua sabedoria Varuna conhece a tudo", e Prajapati: "Tu apenas compreendes a todas estas coisas criadas, e ninguém além de Ti". Já nas Upanixadas posteriores é que aparece a palavra "onisciência" (em sânscrito, sarvajña; sarva ="tudo"; jña = raiz verbal de "conhecer"), que no pensamento indiano pode se referir tanto ao conhecimento espiritual pessoal de atman quanto à sapiência absoluta atribuída a deuses como Vixnu.

### Zoroastrismo
No zoroastrismo, é conferido a Aúra-Masda o título supremo de Senhor da Sabedoria, com seu atributo de onisciência presente também nas emanações de Vahishta Mana e Vohu Mana. Nos Gatas, encontram-se diversas exaltações à sua sabedoria:
"Mazda, que sabe todas as coisas, estabeleceu a melhor vida em harmonia com a Verdade"
–Iasna 45
Ahura Mazda é posteriormente chamado de Ormasde na 'Criação Original pálavi:
"As criaturas vivem graças à misericórdia de Ormasde e, graças à generosidade de Ormasde, alcançam a Melhor Existência e, graças à gloriosidade e onisciência de Ormasde, serão libertadas do Adversário e chegarão à presença de Ormasde."
–Bundahishn 26:9
Um fragmento de Demócrito traz seu relato sobre os sacerdotes persas (magos): “Sob os raios do sol ... os sábios <chamados> magoi, levantando as mãos ao que nós, os gregos, agora chamamos de 'ar', dizem: 'Zeus prediz tudo, ele tudo sabe, dá e toma <tudo>, e ele é o rei de todos <seres>'."

### Budismo
Desde o início do budismo, foi discutido se Sidarta Gautama, o Buda histórico, possuía o conhecimento de todas as coisas - a onisciência propriamente dita; ou se ela era atingível no estado de budeidade. Mas os primeiros sutras do Cânone Páli e a interpretação da linhagem Teravada indicam que os termos indicados como "onisciência" seriam traduções não equivalentes a esse significado e as alegações eram na verdade referidas ao conhecimento puro e verdadeiro que Buda tinha da realidade das coisas, e não que ele sabia todas as coisas.
A partir das linhagens Maaiana do budismo na Índia, a noção de Buda se expande a dimensões cósmicas e soteriológicas, em conceitos como Buda Primordial, Natureza de Buda e Tathagata; assim também, o termo sarvajña da tradição indiana é ampliado ao de uma onisciência divina absoluta. Começam nas escrituras do Prajnaparamita afirmações como: "Todo-conhecimento é imensurável e ilimitado", "A sabedoria perfeita é a fonte de todo-conhecimento dos Budas", "É porque o Senhor treinou-se exatamente nessa perfeição da sabedoria que o Tathagata adquiriu e conheceu a plena iluminação ou todo-conhecimento", "Quando se treina nesses estágios, treina-se na Budeidade, ou no estado de todo-conhecimento".
Após as excursões de Dharmakirti (século VII) no assunto sobre o que constitui uma cognição válida, a discussão quanto à possibilidade de um indivíduo totalmente onisciente é feita por Śāntarakṣita (século VIII) e seu aluno comentarista Kamalaśīla, que investigaram minuciosamente o assunto no Tattvasamgraha e seu comentário Panjika. Os argumentos no texto podem ser amplamente agrupados em quatro seções:
- A refutação de que as cognições, seja percebidas, inferidas ou não, possam ser usadas para refutar a onisciência.
- Uma demonstração da possibilidade da onisciência, através da apreensão da natureza universal sem existência própria (anatta) de todos os conhecíveis, em se examinando o que significa ser ignorante e a natureza da mente e da consciência.
- Uma demonstração da onisciência total, onde todas as características individuais (svalaksana) estão disponíveis para o ser onisciente.
- A demonstração específica da onisciência não exclusiva do Buda Shakyamuni.

Santaraksita reconhece que a questão da onisciência de alguém é aberta à dúvida e diz que não pode ser provada, afirmando que "alguém só deve ser reconhecido como onisciente quando for encontrado que ele satisfaz todos os testes e todas as razões, e ter sido encontrado que ele tenha o verdadeiro conhecimento de todas as coisas". Ele afirma: "De fato, não há limite para o conhecimento do homem"; "O que é compreendido principalmente e diretamente por nós é que existe uma Pessoa que conhece os meios para alcançar o Céu e a Libertação; mas não somente isso; acredita-se também que existe uma Pessoa que sabe todas as coisas". Assim como Dharmakiti anteriormente, ele acreditava que a mente luminosa dos Budas não teria nenhum bloqueio ou obstrução para o conhecimento: "Tudo o que Ele deseja saber, Ele o conhece sem falta; tal é o Seu poder, pois Ele livrou-se de todo o mal. Ele conhece as coisas simultaneamente ou sucessivamente, como deseja".
Seguindo a maaiana, no desenvolvimento subsequente do Budismo do Leste Asiático, na China, Coreia e Japão, e no budismo tibetano, Buda assume a característica de um Absoluto que é fundamento de todos os fenômenos ou atua como Buda Primordial que distribui compaixão e sabedoria supremas no universo. O ensino dzogchen do Solo primordial é influenciado por volta do século X mesclando-se com as tradições bön nativas, recorrendo a termos indianos e tantras da região.
Dolpopa (1292–1361), representante da escola Jonang do budismo tibetano, deixa claro em seus escritos essa interpretação de uma onisciência primordial que é absoluta no universo:
"Prostro-me diante de ti, absoluta, imóvel, autopercepção discriminadora e intrínseca, percepção intrínseca total e absoluta de Ātman e de outros, com cognição excelente e absoluta de tudo e percepção de tudo, Ātman Absoluto e Onipotente dos cinco tipos de jñāna, absoluto Jñānakāya autogerado, oceano do Absoluto, jñāna primordial e onisciente, detentora do tesouro do Absoluto, jñāna onisciente, jñāna absoluta, grande fonte de jñāna, dotada com a jñāna absoluta."
Longchenpa (1308–1363) também afirma junto a esse espírito: "O significado do termo "mente" é o seguinte: O próprio âmago da realidade, a consciência pura e renovada, sabe tudo o que aparece, os seres para os quais aparece, todos os ambientes e seus habitantes; Ela tem poder sobre eles e os define claramente."
"Cuja mandala de luz radiante, em que os Corpos Espirituais presentes espontaneamente, as gnosias primordiais e as qualidades iluminadas são totalmente completas, emana milhares de raios de luz de atividade iluminada,... Através da posse de imensas nuvens de incomensurável compaixão, Ele traz uma chuva de benefícios e bem-aventurança sobre os seres sencientes, Enquanto o trovão rugido-de-dragão de sua Sabedoria e Amor penetra até os confins do cosmos e os raios da sua gnose primordial permeiam radiantemente em toda parte."–Longchenpa em A Tesouraria de Palavras e Sentidos. Tradução de David Germano.
"Por força da gnose primordial onisciente ser consciente dos defeitos e vantagens relativos da existência cíclica e da realidade transcendente, respectivamente, sem entrar na existência cíclica ou na realidade transcendente subsequentemente, e sem vacilar no âmbito do Corpo da Realidade, emergem compaixão e atividade iluminada para realizar o bem-estar espiritual dos seres vivos de acordo com suas aspirações, de qualquer modo que possam ser."
"Dentro do centro do coração de todos os Despertos e de todos os seres sencientes, a consciência radiante vazia e incondicional da essência, natureza e ressonância compassiva está espontaneamente presente como a grande gnose primordial onisciente e essa é a grande gnose primordial que é a natureza luminosa radiante da mente comum"
–Longchenpa em A Quintessência Seminal do Coração do Dançarino do Céu. Tradução de David Germano.

O estudioso contemporâneo D. T. Suzuki reconhece paralelos do prajna do budismo com a sabedoria divina no cristianismo, comparando a sabedoria plena do Buda na vertente maaiana com conceitos por exemplo de Mestre Eckhart e Emanuel Swedenborg:
“Ele [Buda] é onisciente também quanto onipotente. Sua experiência tem algo noético e ao mesmo tempo algo conativo ou afetivo, refletindo a natureza da Realidade em si que consiste em prajñā e karunā. Quanto ao prajñā, que às vezes é traduzido como "sabedoria transcendental", escrevi sobre isso em outro lugar." 

### Jainismo
No jainismo, a onisciência, chamada de Kevala Jnana, é considerada o tipo mais alto de percepção. Nas palavras de um estudioso jainista, "A manifestação perfeita da natureza inata do eu, surgida na completa aniquilação dos véus obstrutivos, é chamada onisciência".
O jainismo vê o conhecimento infinito como uma capacidade inerente a toda alma. Arihanta é a palavra usada pelos jainistas para se referir aos seres humanos que conquistaram todas as paixões interiores (como apego, ganância, orgulho, raiva) e possuem Kevala Jnana (conhecimento infinito). Dizem que são de dois tipos:
1. Sāmānya kevali – seres oniscientes (Kevalins) que se preocupam com sua própria libertação.
2. Tirthankara kevali – seres humanos que atingem onisciência e depois ajudam os outros a alcançar o mesmo.[38]

### Judaísmo
Exemplos de reconhecimento da onisciência de Deus no Tanakh são os Salmos 139 e 147:5: "Seu entendimento é infinito" No judaísmo rabínico, o Rabino Akiva estabeleceu a proposição clássica do pensamento tanaítico e amoraíta no Pirkei Avot 3:19: "Tudo é previsto, ainda assim a liberdade de escolha é dada".
Na filosofia medieval, uma das primeiras discussões sobre o tema foi iniciada por Saadia Gaon, influenciado pelos partidos teológicos que havia entre os muçulmanos sobre a conciliação de livre-arbítrio e conhecimento de Deus. Diversas propostas surgiram no desenvolvimento da filosofia judaica, como as de Abraão ibne Daúde e Gersônides, que afirmavam que Deus não poderia ter conhecimento das contingências futuras contingências futuras e das escolhas na mente dos homens, apenas as coisas que vão ocorrendo em atualidade ("onisciência fraca"), e as de Maimônides e Hasdai Crescas, para os quais a onisciência total era princípio básico do judaísmo, sem negar o livre-arbítrio ("onisciência forte").

### Cristianismo
Desde a patrística, escolástica até a contemporaneidade o problema da onisciência divina foi abordado (ver abaixo). Alguns teólogos cristãos modernos argumentam que a onisciência de Deus é mais inerente do que total e que Deus escolhe limitar sua onisciência para preservar o livre arbítrio e a dignidade de suas criaturas. Outros se aproximam de posições sobre instâncias do conhecimento absoluto de Deus que são conciliatórias com a liberdade da criatura, como o molinismo. João Calvino, entre outros teólogos do século XVI, à vontade com a definição de Deus como onisciente no sentido total, para que as habilidades dos seres dignos escolham livremente, adotou a doutrina da predestinação.

### Islamismo
No Islã, Alá é atribuído com onisciência absoluta. Ele conhece o passado, o presente e o futuro. É obrigatório que um muçulmano acredite que Alá é realmente onisciente, conforme declarado em um dos seis artigos de fé que é: crer no decreto divino e predestinação de Alá.
“Diga: Você instrui Alá sobre sua religião? Mas Alá sabe tudo o que há nos céus e na terra; Alá conhece todas as coisas.” - Corão (49:16)
Discussões ocorreram por volta do século IX entre chamados cadaritas, que defendiam o livre-arbítrio mesmo se limitasse a onisciência, e jabaritas, que defendiam a predestinação. Posteriormente esses termos foram abandonados, conforme se desenvolveram as correntes filosóficas próprias, e uma parte ficou sendo conhecida na escola racionalista do Calâm dos mutazilitas, enquanto a outra nos axaritas, seguidores de al-Ashari, que defendia o determinismo para assegurar a onisciência. Os caraítas judeus tiveram influência dos mutazilitas em Basra.

## Onisciência e livre-arbítrio
Como conciliar onisciência, onipotência e benevolência divina com a existência do mal (paradoxo de Epicuro)? Qualquer reflexão sobre a providência divina está sujeita à objeção do problema do mal. E Deus sabendo tudo, todo o futuro já estaria determinado? Se a onisciência, particularmente em relação às escolhas que um humano fará, é compatível com o livre arbítrio, foi debatido em toda a história da filosofia clássica no judaísmo, cristianismo e islamismo por teólogos e filósofos. O argumento de que a presciência divina não é compatível com o livre arbítrio é conhecido como fatalismo teológico. Argumenta-se que, se os humanos são livres para escolher entre alternativas, Deus não poderia saber qual será essa escolha. Para resolvê-lo e resgatar o livre-arbítrio, uma das primeiras propostas foi a de Boécio (século VI), adotada posteriormente por Tomás de Aquino: Deus, estando fora do tempo, sabe de todas as coisas temporais que acontecem, aconteceram ou acontecerão "de uma só vez", "simultaneamente", sem interferir ou determinar necessariamente. Agostinho de Hipona (século V), que também havia discutido a supratemporalidade de Deus, defendia um compatibilismo entre presciência de Deus, necessidade temporal e livre-arbítrio, afirmando que o conhecimento divino não determina que as pessoas cometam pecados, conciliando o problema do mal e da onisciência em sua teodiceia agostiniana. Outra dentre as mais conhecidas é o molinismo, pelo sacerdote católico Luís de Molina (1535-1600), para que se conseguisse arbitrar as possibilidades de livre-arbítrio com a mobilização temporal da providência em graças; segundo a doutrina, Deus teria um "conhecimento médio" em que todas as infinitas possibilidades futuras das escolhas livres de cada criatura já lhe são conhecidas sem serem determinadas, mantendo-se o livre-arbítrio, e, em cada atualização pelas decisões livres na linha do tempo, Deus mobiliza novas graças providenciais já previstas para cada evento contingente.
“Deus vê os eventos futuros condicionais na vontade criada. Ele não apenas conhece todas as circunstâncias em que a vontade se manifesta e os motivos que a influenciam, mas também sonda tão profundamente que vê claramente o que ela (a vontade) fará com a liberdade dentro da infinidade de possíveis circunstâncias.” Luís de Molina, em Concórdia (1588)
O molinismo é retomado por diversos teólogos contemporâneos, como o filósofo protestante William Lane Craig em suas análises sobre a providência. William Lane Craig afirma que a pergunta "se uma entidade onisciente sabe tudo, mesmo sobre suas próprias decisões no futuro, ela proíbe qualquer livre arbítrio para essa entidade?" se subdivide em duas partes:
1. Se Deus conhece a ocorrência de algum evento E, E acontece necessariamente?[61]
2. Se algum evento E é contingente, como Deus pode prever a ocorrência de E?[62]

Considera-se que este tipo de argumento  não reconhece seu uso da falácia modal. É possível mostrar que a primeira premissa de argumentos como esse são falaciosos.

## Onisciência e privacidade da experiência consciente
Alguns filósofos, como Patrick Grim, Linda Zagzebski, Stephan Torre e William Mander, discutiram a questão de saber se a aparente natureza exclusivamente em primeira pessoa da experiência consciente é compatível com a onisciência de Deus. Há um forte senso de que a experiência consciente é privada, o que significa que nenhum observador externo pode obter conhecimento de como é ser eu como eu. Se um sujeito não pode saber como é ser outro sujeito de maneira objetiva, a questão é se essa limitação se aplica a Deus também. Se isso acontecer, não se pode dizer que Deus é onisciente, pois existe uma forma de conhecimento a que Deus não tem acesso. O filósofo Patrick Grim levantou mais notavelmente esta questão. Linda Zagzebski tentou evitá-la introduzindo a noção de empatia perfeita, uma relação proposta que Deus pode ter com indivíduos que permitiria que Deus tivesse perfeito conhecimento de sua experiência consciente ("onissubjetividade"). William Mander argumentou que Deus só pode ter esse conhecimento se nossas experiências fizerem parte da experiência mais ampla de Deus. Stephan Torre afirmou que Deus pode ter esse conhecimento se o autoconhecimento envolver a atribuição de propriedades, para si ou para os outros. Patrick Grim via essa linha de raciocínio como uma motivação para aceitar o ateísmo.